# Tepus Wetan
Tepus Wetan is een bestuurslaag in het regentschap Purworejo van de provincie Midden-Java, Indonesië. Tepus Wetan telt 1435 inwoners (volkstelling 2010).